# Pavillon de l’Arsenal
Der Pavillon de l’Arsenal ist das Informations-, Dokumentations- und Ausstellungszentrum für Architektur und Städtebau von Paris und der Metropole Paris. Es befindet sich an der 21, boulevard Morland im 4. Arrondissement von Paris, im Quartier des Arsenal.

## Geschichte
Der Pavillon de l’Arsenal wurde 1879 nach den Plänen des Architekten Clément auf dem Gelände einer ehemaligen Pulverfabrik (daher der Name) für den Holzhändler Laurent-Louis Borniche (1801–1883) errichtet, der dort seine Gemäldesammlung aufbewahren wollte. Später wurde es in ein Lagerhaus und dann in ein Nebengebäude des La Samaritaine Kaufhauses konvertiert. Die Stadt Paris erwarb das Gebäude 1954, um es als Archivlager zu nutzen. Die Pariser Stadtverwaltung ließ das Gebäude von den Architekten Reichen et Robert umgestalten, um den heutigen Ausstellungsort einzurichten, der im Dezember 1988 eröffnet wurde. Der Pavillon de l’Arsenal wurde von Ann-José Arlot auf Anregung von Jacques Chirac, dem ersten gewählten Bürgermeister von Paris, gegründet. Er wurde von 1988 bis 2003 von Ann-José Arlot, von Mai 2003 bis Februar 2012 von Dominique Alba und anschließend bis Januar 2023 von Alexandre Labasse geleitet. Seit Februar 2023 ist Marion Waller die Generaldirektorin.

## Der Pavillon de l’Arsenal heute
Der Pavillon de l’Arsenal ist in drei Bereiche unterteilt, die insgesamt 1600 m² einnehmen:
- Die Dauerausstellung im Erdgeschoss widmet sich auf über 800 m² der Geschichte, der Gegenwart und der Zukunft der Metropole Paris anhand von über 1000 Archivdokumenten, Fotos, Karten, Plänen und Filmen.
- Im ersten Stock werden auf 600 m² temporäre/thematische Ausstellungen zur Pariser Architektur gezeigt. Die Ausstellungen werden von Historikern, Forschern oder Architekten kuratiert.
- Auf der zweiten Etage werden auf 200 m² aktuelle Schwerpunktthemen präsentiert, beispielsweise Projektvorschläge aus Architekturwettbewerben, die in Paris und der Metropolregion Paris durchgeführt wurden.

Diese Ausstellungen sind auch regelmäßig auf Wanderschaft und werden in zahlreichen französischen und internationalen Architekturzentren gezeigt.
Der Pavillon de l’Arsenal ist auch ein Verlag. Mit diesen Publikationen vertieft er die Themen seiner Ausstellungen, zeigt die Pariser Architektur unter anderen Vorzeichen und greift Themen auf, die in der Architektur und in der Stadt aktuell sind.
Der Pavillon de l’Arsenal war in den Jahren 2019 bis 2022 Co-Produzent der Dokumentarfilm-Serie „Le Grand Paris des Écrivains“. In dieser Serie entstanden bisher insgesamt 30 Kurzfilme, bei denen jeweils eine Schriftstellerin oder ein Schriftsteller einen Text zu einer bestimmten Örtlichkeit des Pariser Großraums geschrieben und gelesen hat und der Regisseur Stefan Cornic für die Filmaufnahmen verantwortlich war.

## Referenzwerke
Alle Publikationen werden im Verlag Éditions du Pavillon de l’Arsenal veröffentlicht (einige auch in Koedition mit Édition Picard).
- Les routes du futur du Grand Paris, 2019
- Architectures 80, unter der Leitung von Lionel Engrand et Soline Nivet, 2011
- Œuvres construites 1948–2009, architectures de collection, Paris Ile-de-France, Olivier Cinqualbre, Alexandre Labasse, 2009
- L’invention de la tour européenne, unter der Leitung von Ingrid Taillandier und Olivier Namias, 2009
- Logement, matière de nos villes, Nasrine Seraji, 2007
- Paris en Ile-de-France, Histoires communes, unter der Leitung von Bertrand Lemoine, 2006
- Le Paris des maisons, objets trouvés, unter der Leitung von Luc Baboulet, 2004

- L’archipel métropolitain, territoires partagés, unter der Leitung von Jean-Pierre Pranlas-Descours, 2002
- Identification d’une ville, architectures de Paris, unter der Leitung von Eric Lapierre,  2002
- Fernand Pouillon architecte, Jacques Lucan, 2002
- Un atlas parisien, le dessus des cartes, Jean-Paul Robert, Antoine Picon, 1999
- Le béton à Paris, Bernard Marrey, Frank Hammoutène, 1999
- Un point de vue parisien sur les quais, Alexandre Chemetoff, Bertrand Lemoine, 1998
- Paris sous verre, Bernard Marrey, Jacques Ferrier, 1997
- Paris des Faubourgs, unter der Leitung von Jacques Lucan, 1996
- Paris d’ingénieurs, Marc Mimram, Bertrand Lemoine, 1995
- Eau et gaz à tous les étages, Jacques Lucan, 1992
- Des fortifs au périf, Jean-Louis Cohen, André Lortie, 1992
- Paris Haussmann, Jean des Cars, Pierre Pinon, 1991
- La brique à Paris, Bernard Marrey, Marie-Jeanne Dumont, 1991
- Le fer à Paris, Bernard Marrey, 1989
- Parcs et promenades de Paris, André Lortie, Pierre Schall, 1989
- Paris, la Ville et ses projets, Jean-Louis Cohen, Bruno Fortier, 1988